# Eva Schewior
Eva Schewior ist eine deutsche Juristin und seit dem 1. Februar 2023 Präsidentin des Deutschen Patent- und Markenamts.

## Leben
Schewior studierte Rechtswissenschaft an der Universität Mannheim und erhielt in dieser Zeit eine Förderung vom Cusanuswerk. 1994 erwarb sie an der University of Michigan in Ann Arbor den Titel Master of Laws. Dort beschäftigte sie sich mit dem amerikanischen und internationalen Patentrecht. Das Rechtsreferendariat absolvierte sie im Bezirk des Oberlandesgerichts Karlsruhe.
1994 wurde Schewior in das Bundesministerium der Justiz (BMJ) eingestellt und war dort als Referentin in verschiedenen Verwendungen tätig. Zwischenzeitlich hatte sie eine Abordnung an die Ständige Vertretung der Bundesrepublik Deutschland bei der Europäischen Union in Brüssel. 2004 wurde Schewior Referatsleiterin, zuerst in der Justizverwaltung und später mit der Zuständigkeit für Rechtsfragen der neuen Technologien in den Naturwissenschaften und der Bioethik. 2010 übernahm sie die Zuständigkeit für die Verwaltungsangelegenheiten des Deutschen Patent- und Markenamts, des Bundespatentgerichts und des Europäischen Patentamts. 2015 bis Anfang 2023 leitete Schewior im BMJ ein Referat im Schuldrecht.
Von Mitte 2020 bis Januar 2023 war Schewior als Vertreterin des BMJ Mitglied des Verwaltungsrats des Prüfungsamts der Bundesnotarkammer.
Am 1. Februar 2023 trat Schewior als Präsidentin des Deutschen Patent- und Markenamts die Nachfolge von Cornelia Rudloff-Schäffer an.